# 南進

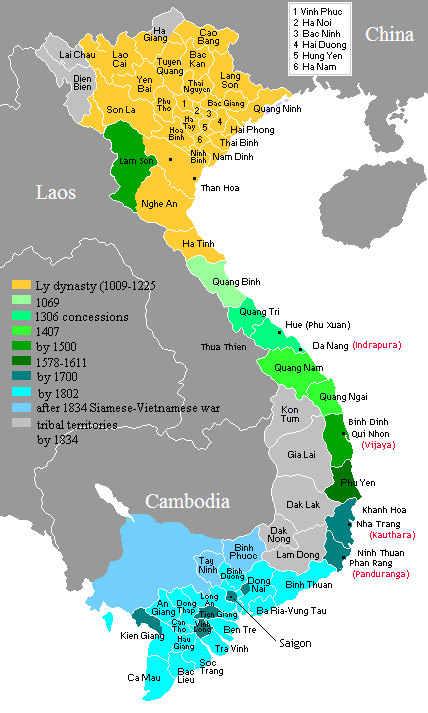
南进年代图

南進（越南语：／?），指的是11世紀至18世紀之間越南領土向南方的擴張。
現在的越南領有中南半島東岸全域。其東（東京灣）、東南（南中國海）、南（泰國灣）面皆臨海洋，北部與中國的云南省、廣西壯族自治區鄰接，西部為將越南與柬埔寨、老撾相隔的長山山脈，北方有紅河三角洲，南方有湄公河三角洲。越南現在的版圖乃是18世紀後期時開始確立下來的。
在11世紀後的各個歷史時期，越南領土皆向南有過擴張。早期，越南的領土主要集中於紅河三角洲一帶，即現在越南的北方地區。由于越南當時的地理位置，其東面臨大海，西邊是山脈，北邊是強大的鄰國中國，因此南面成為越南領土擴張的最佳方向，「南進」的稱呼也因此得名。越南歷代的南進政策共持續了約700年，南進後的越南領土面積約為最初剛獨立時的3倍，18世紀後期以後，越南領土基本未發生改變。

## 概觀
自公元10世紀獨立以來至14世紀，因為確立國家統治機構、治水等國內諸因素的影響，越南的南進在早期并未能夠持續順利地進行。與南方的鄰國占城的之間戰爭也是相互間各有勝負，一時進一時退。尤其是14世紀後半葉，越南陳朝面對占城的進攻，顯得難以招架。這段時期內，無戰爭的和平共存的時間相對較長，民眾階層的交易、人員往來等各種交流逐漸繁盛，文化上也互相影響。
1427年，越南脫離明朝統治後，黎利建立後黎朝，「南進」從此開始正式化。
黎聖宗（在位1460年－1497年）時代，占城當時的首都毘闍耶（Vijaya，今平定省歸仁）於1471年被越南軍隊攻陷，占族的王國踏上解體的道路。
吞并占城後，越南的南進繼續進行著。16世紀至17世紀，由于越南內部分裂（南北朝、鄭阮紛爭），南進一時停止。聖宗死（1497年）後，後黎朝的中央集權体制開始崩潰，16世紀後半葉，掌握實權的乃是北方的鄭主和順化的阮主，雙方南北對立，紛爭不斷。
從16世紀到17世紀，東亞和東南亞地域以華僑為中心，南海、東海的貿易發展迅速。越南南方的阮主歡迎來到貿易港會安的外國人。當時，日本是生絲的最大輸入國，為求得面向日本的輸出用的生絲的中國商人和日本商人，在南方的會安逐漸聚居，形成了諸如日本人町的僑民區。1603年，日本德川幕府建立，其實行的「鎖國」政策（1635年）使日本的生絲輸入急劇減少。失去主要商品的越南，逐漸遠離海上國際貿易的幹線。
伴隨著貿易額的減少，依存於越南中部狹小的土地上的農業生產的阮主政權，17世紀中葉開始積極拓展南方的領土。至17世紀末，殘存的占族被肅清，阮主乘柬埔寨宮廷世嗣的紛爭之機擴大勢力，1698年將現在的胡志明市（1880年—1975年稱為「西貢」，1698年—1880年稱為「嘉定」，其以前為柬埔寨的領土，被稱為「波雷·诺科」〔Prey Nokor〕）納入版圖。
18世紀以后，柬埔寨宮廷為了對抗來自泰國阿育陀耶朝（大城王国）的壓力，向越南的阮主求援，而阮主利用這個機會擴大了自己的勢力。至18世紀末，湄公河三角洲以及柬埔寨南部諸州被蚕食。
至此，現在的越南領土在18世紀末之前的南進後，大框架基本形成。

## 吞并占城

### 李朝、陳朝、胡朝

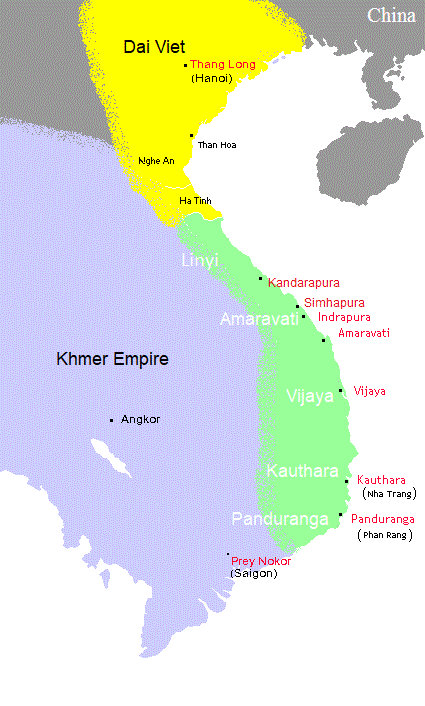
李朝時期越（黃色部份）占（綠色部份）對峙圖

在越南李朝、陳朝、胡朝的這段時期里，越南與南方的占城經常發生軍事衝突。就結果來看，越南方面略占上風。
1044年，李朝李太宗御驾亲征占城，「斩首三万级」、「斩占主乍斗首于阵」、「生擒将卒五千众人、获驯象三十余匹」、「遂入佛誓城俘占主妻妾及宫女」押回升龙（河内）。
1069年（李天貺寶象二年，由於當年的農曆七月改年號為神武，因此《越史略》列入神武元年）農曆二月，李聖宗親征占城。（據陳仲金的記載，開戰的原因是「占城國常來騷擾。」）越軍在戰事中相當順利，節節擊敗占城軍，占城君主制矩（占名：阇耶律陀罗跋摩〔Jaya Rudravarman〕，《越史略》作「第矩」）兵敗逃走。到農曆五月，「元帥阮常傑俘獲第矩於真臘界」。（陈守度篡李后，强迫全国姓李者改姓阮，以断绝国人对李氏的复国一类想法。）
在這一役中，由於李常傑成功俘獲占城王，迫使他向越軍求和「贖罪」，割讓了布政州、地哩州、麻令州三州給李朝，然後將占城王釋放回國。後李聖宗將這片土地更名為新平（越南语：?），即是現在的廣平省和廣治省北部。
李常傑在1075年（李太寧二年），曾對占城進行了一次征戰，該戰役亦是宋越熙寧戰爭的其中一部份。依宋朝张方平提议，熙宁八年12月和熙宁九年2月宋朝派使臣出使占城和真腊谋求合击越南李朝。占城也表示“愿以兵助讨交贼”。宋朝进攻交趾时占城曾“遣蕃兵七千扼交贼要路”。但占城和真腊的牵制并未对战局产生明显影响。
1104年（李龍符元化四年）農曆二月，李仁宗命年已老邁的李常傑再征占城。開戰原因，是由於造反的李覺逃亡入占，勸占城君主制麻那進攻越南，並收復了先前割讓的地哩、麻令、布政三州土地。李常傑受命後，便又擊破占城，再度取得地哩、麻令及布政。
陳朝興隆十四年（1306年），越南與占城關係較為緩和，陳英宗把皇妹玄珍公主下嫁占城王制旻（占名：阇耶僧伽跋摩〔Jaya Simhavarman〕），得到烏、里二州（今廣平省、廣治省及承天順化省）作為聘禮，翌年更名為順州、化州，納入陳朝版圖，從此越南的領土向南擴張到海雲關。
胡朝初期的1400年至1403年，越南軍隊不斷對占城采取軍事進攻，并將越南版圖從海雲關擴張到現廣義省北部地區。然而，這片新領土在胡朝覆滅（1407年）之後，又被占城奪回。

### 後黎朝
後黎朝時期，占城與大越（當時越南的正式國號）的關係總體較好。
1446年黎仁宗派黎受、黎可率军侵攻占城都城，城陷後，擒得占城的國王及妃嫔，获得大量象、马、械仗。後班师回越南，并将占城國王押回越南，另立傀儡贵来为占城新國王，向黎朝称臣纳贡。  
1470年，越占關係開始緊張。是年，黎聖宗率軍二十萬進攻占城。1471年，越軍攻占占城京城闍槃（越南语：?，今屬平定省），俘获三万余人，斩四万余级，後殺死占王茶全（越南语：?，占名：Pau Kubah），占城北方領土（從海雲關到今富安省北部石碑山〔越南语：?〕一帶）劃歸越南，於其地設立廣南道／承宣廣南。黎聖宗曾在新邊界的山壁上題字「占婆人過此兵敗國滅安南人過此兵死將亡」，至今依稀可見。

### 郑阮纷争时代（阮主）
1611年，阮潢派梁文承南征占城（华英国），攻城略地後，建立富安府，分为两县，分别是同春和宣和。
1653年，占城人攻击富安府，反为南阮军击败，南阮又开辟了泰宁府。1653年，占城国王婆抋（Bà Thấm，Po Nraop）再次向富安派兵试图重新控制这片地区。贤王阮福瀕借此攻打Hùng Lộc， 后来婆抋战败。 阮主 để từ 潘郎江（越南语：／?） trở vào cho 占王，còn từ 潘郎江 trở ra lấy làm 泰宁府，即后来的的延慶府（越南语：／?），今属慶和省。Tại đây đặt dinh Thái Khang để Hùng Lộc làm thái thú。
1661年南阮侵略占城，在“占城的土地上建立了富安府”。
1675年，阮氏借口占城侵略富安，举兵攻打占城藩郎以北地区，把占城驱逐到藩郎南的狭小范围内。
1693年，阮氏借口占城「不修藩臣之理」，再次进攻占城，阮军深入占城内地，活捉占王婆争（Po Sot），押回富春（顺化）。但旋即賓童龍地區爆發了鼠疫。占城貴族屋牙撻（Oknha Dat）在清人將軍阿班（A Ban）的幫助下，於1695年擊敗了廣南留守軍。隨後阮福淍遣阮有鏡擊敗了他們。在潘郎江南岸地区设立了顺城镇，1697年改为平顺府，冊封繼婆子（Po Saktiray Da Patih）為順城鎮王。順城與阮主雙方於1712年簽訂《議定五條》（Ngũ điều Nghị định），阮主與順城鎮完全講和並不再交戰。占城王被封為「鎮王」（Trấn Vương），並保持了這一稱號達135年。雖然占城國王在這片四處都是越南人的土地上沒有任何實際權力。

### 西山朝和阮朝
1777年，廣南阮主被新興的西山朝推翻。順城鎮國王阮文昭（Chei Krei Brei）舉兵支持盤踞嘉定的舊阮貴族阮福映。但不久阮福映被西山朝打敗，阮文召於1786年逃往真臘地區，順城君主的稱號由國王降為「掌奇」（相當於土司酋長）。在這段時期裡，不少順城鎮貴族投奔流亡暹羅的阮福映麾下，並積極參加反對西山朝的戰鬥，例如阮文昭、阮文豪（Po Ladhwan Paghuh）、阮文振（Po Chong Chon）、阮文永（Po Klan Thu）等人。
1802年，阮福映奪取了越南政權。由於曾經受到順城鎮的幫助，阮福映在位期間給與了順城鎮種種優待。然而到了1832年，阮朝明命帝實行中央集權政策，下令改土歸流，廢除了順城鎮。從此以後，占城人的國家完全滅亡。

### 阮主

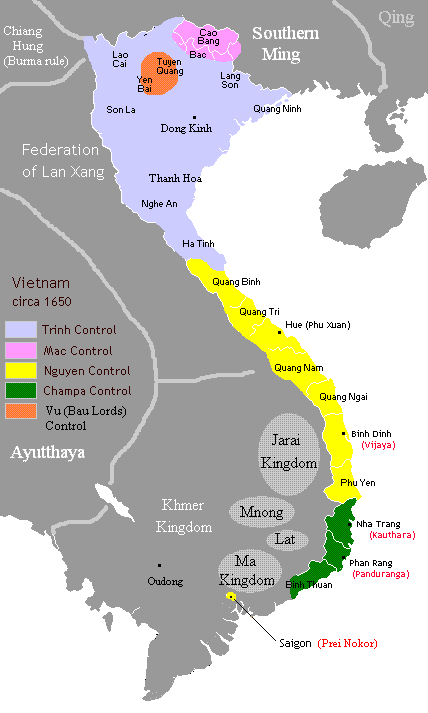
郑阮纷争时代的越南（1650年）

## 侵占真臘
金边被更名为南荣，明命帝将其改为镇西府

## 并合西原
在阮主時期，西原地區的在向阮主政權朝貢的部落中最有實力的是水舍和火舍。以前，這一帶是占城與真臘之間的缓冲区，但並不真正屬於任何一方。根据各个国家在不同时期的實力，它一時屬於占城或真腊，甚至在有些时候，成為過哀牢的一部分。
1830年，明命帝將今天的西原地區併入越南版圖，而在當時那裡並沒有京人生活也沒有越南官員的管理。西原地區在那一時期被看作是越南的自治區域。

## 社会影響
从公元10世纪到15世纪初，以使用奴隶劳动力为目的将占人俘至越南之事时常发生，这是当时人口稀薄的东南亚社会的惯行现象。另外，越南也从当时南海贸易繁荣的占城国掠夺南海产品和金银财宝。此外，越南将其西南周边的国家纳为朝贡国，以朝贡的形式掠夺财富。
15世纪末以后，越南社会的农村人口逐渐过剩，剩余人口移居新开拓地的现象有所增加。阮氏政权将这些被称为「流民」的过剩人口送往殖民的最前线，并将此政策化。开拓的方法则效法古代中国所采用的屯田兵制度。结果，在开垦土地进行农耕的同时，对占城人的反击也起到了防卫的作用。当有好机会出现时，则用武力扩大土地。这种方法在对占城、柬埔寨的土地掠夺中有所应用。
另外，越南也对中国流亡者劳动力大幅利用。1683年，约3000人的明朝支持者逃到了越南中部的沱㶞（今岘港市，越南语：?）。当时，南方的阮主将他们送往了湄公河三角洲地带。美萩、边和（位于现在的胡志明市近郊）的农业和商业的兴盛也与这些明朝支持者有关。另外，从广东来的难民们，也对河仙（越南语：?）周边的开拓做出了贡献。这些拒绝跟随满清政权的汉人们，在越南南圻（越南语：／?）地区结成了坚固的华侨组织。18世纪末，他们曾在对抗西山朝的斗争中对阮朝的創始者阮福映提供资助。